# Torneo de Cali 2013
El Copa Bionaire 2013 será un torneo profesional de tenis a jugarse en canchas de arcilla. Esta será la séptima edición del torneo que forma parte de la WTA 125s. Se llevó a cabo en Cali, Colombia entre el 11 y el 17 de febrero de 2013.

## Cabezas de serie

### Individuales
| Tenista                 | Ranking | Preclasificada |
| Mandy Minella           | 80      | 1              |
| Lara Arruabarrena       | 81      | 2              |
| Alexandra Cadantu       | 94      | 3              |
| Alexandra Panova        | 100     | 4              |
| María Teresa Torró Flor | 101     | 5              |
| Elina Svitolina         | 104     | 6              |
| Nina Bratchikova        | 106     | 7              |
| Tatjana Malek           | 110     | 8              |

### Dobles
| Tenista                                   | Ranking | Preclasificada |
| Eva Birnerova Tatjana Malek               | 154     | 1              |
| Nina Bratchikova Oksana Kalashnikova      | 169     | 2              |
| Ines Ferrer Suárez Arantxa Parra Santonja | 235     | 3              |
| Catalina Castaño Mariana Duque Marino     | 239     | 4              |

## Campeonas

### Individuales femeninos
Lara Arruabarrena venció a  Catalina Castaño por 6-3, 6-2

### Dobles femenino
Catalina Castaño /  Mariana Duque Marino vencieron a  Florencia Molinero /  Teliana Pereira por 3-6, 6-1, [10-5]